# Neogalea braziliensis
Neogalea braziliensis là một loài bướm đêm trong họ Noctuidae.